# Eusthenopteron
Genre
Espèces de rang inférieur
- † E. foordi (Espèce type)
- † E. savesoderberghi

Eusthenopteron est un genre éteint de sarcoptérygiens, le poisson fossile le plus connu pour son anatomie proche du groupe des tétrapodes. La plupart des reconstitutions de l'animal le montrent sortant de l'eau pour se déplacer sur le sol ; cependant les scientifiques s'accordent à dire à présent que ce poisson était pélagique, c'est-à-dire qu'il vivait en pleine mer. On sait qu'Eusthenopteron a vécu il y a 385 millions d'années, au Dévonien supérieur, dans des eaux salées et douces du nord de l'Amérique et de l'Europe. 
L'une des deux espèces, Eusthenopteron foordi, a été décrite pour la première fois par J. F. Whiteaves, en 1881. Elle faisait partie d'une grande collection de poissons fossiles découverts à Miguasha, au Québec.

## Étymologie
Eusthenopteron signifie en grec « aux bonnes vigoureuses nageoires » et foordi rend hommage au paléontologue Arthur Foord.

## Description anatomique

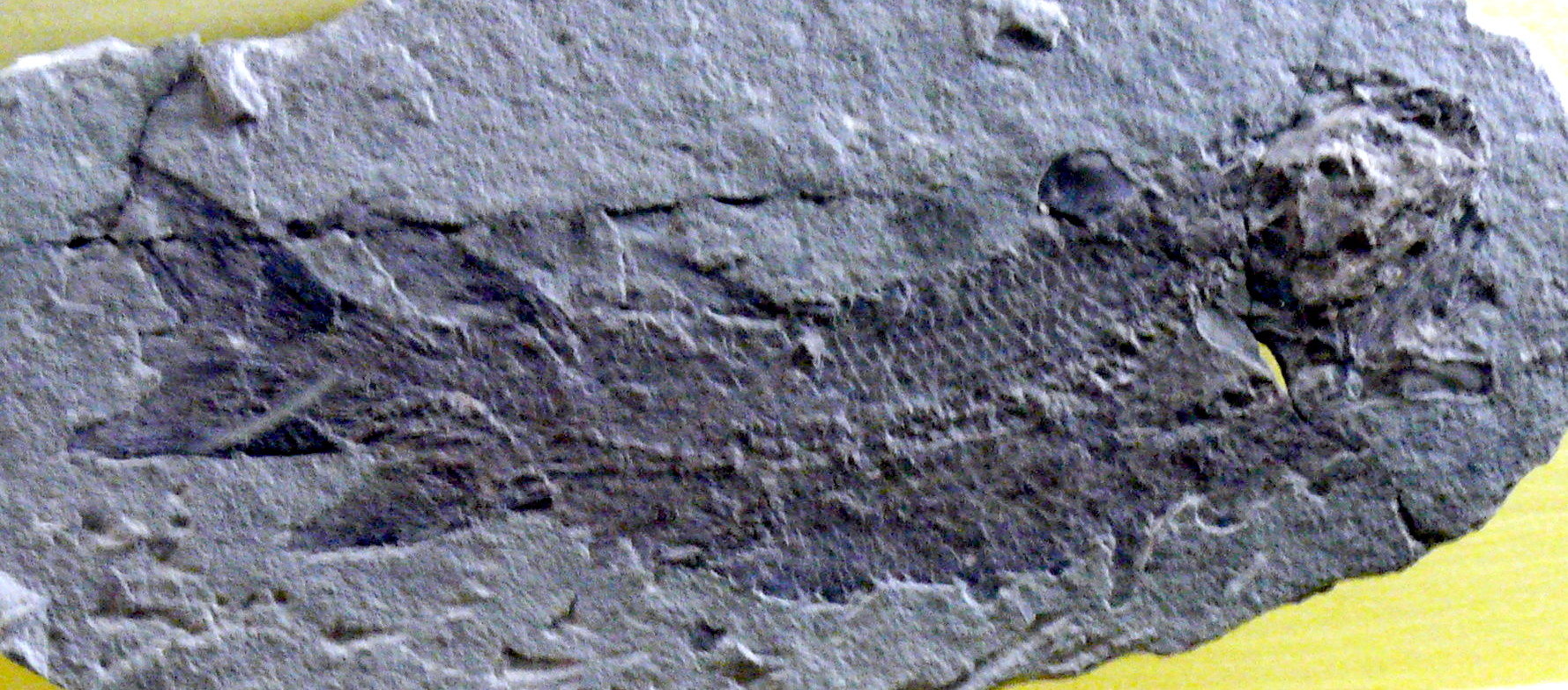
Fossile d'Eusthenopteron foordi.

D'un point de vue anatomique, Eusthenopteron possède plusieurs traits communs avec les tétrapodes. Il possède le même modèle d'os crâniens qu'Ichthyostega et Acanthostega. Eusthenopteron, comme d'autres poissons de la classe des Tetrapodomorpha, possède des narines internes, appelées choanes, une caractéristique que l'on retrouve seulement chez les animaux terrestres et chez les sarcoptérygiens. Il avait également la denture de tétrapodes primitifs, comparable à celle des espèces proches des anciens amphibiens que l'on classait autrefois parmi les Labyrinthodontia. Comme d'autres sarcoptérygiens, Eusthenopteron possédait un crâne en deux parties, qui pivotait à la moitié de l'articulation intracrânienne.

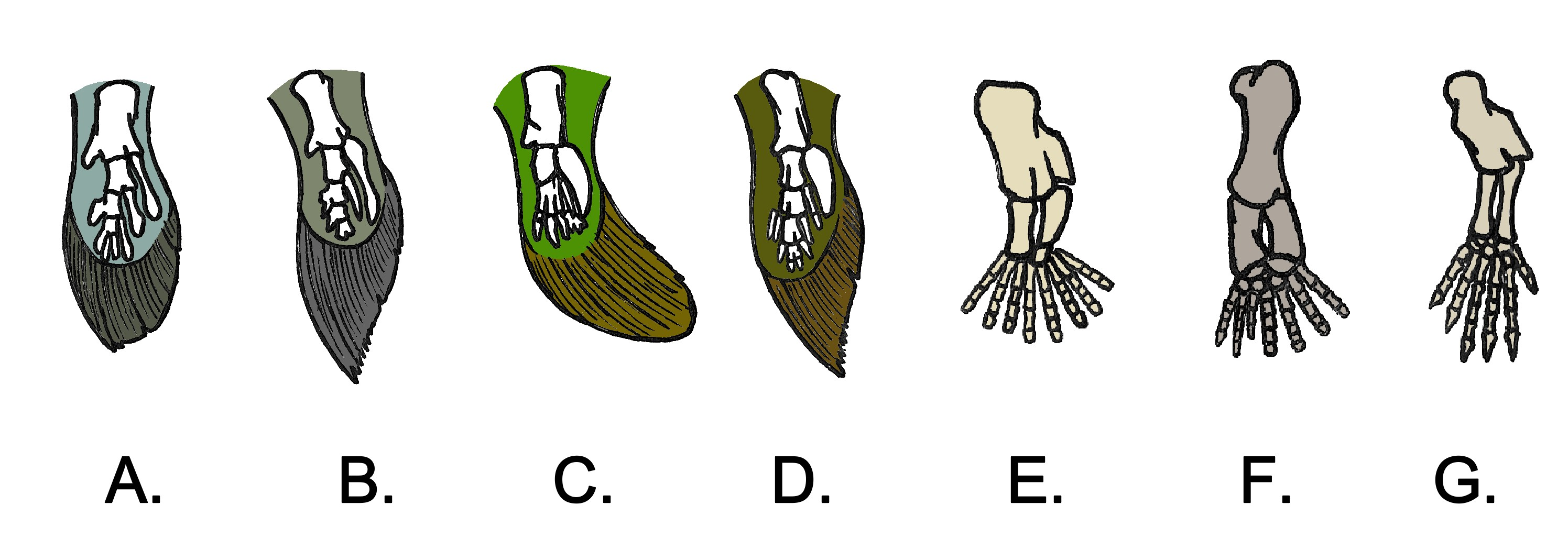
Évolution de la nageoire chez les sarcoptérygiens et du membre chiridien chez les tétrapodes : A. Eusthenopteron, B. Gogonasus, C. Panderichthys, D. Tiktaalik, E. Acanthostega, F. Ichthyostega, G. Tulerpeton.

La notoriété d'Eusthenopteron vient du patron de son endosquelette, qui porte un humérus, une ulna et un radius (sur la nageoire avant) et un fémur, un tibia et une fibula (sur la nageoire arrière). Ce patron est caractéristique chez les tétrapodes. À présent, on sait que c'est une caractéristique générale chez les nageoires des sarcoptérygiens fossilisés.
La présence de véritables choanes (narines internes) indique que ces animaux possèdent sans doute des poumons mais la présence d’opercules osseux au niveau des joues laisse supposer l’existence simultanée de branchies.
On a trouvé des éléments squelettiques tels que des parties du toit crânien, mâchoires, etc. qui indiquent clairement que la taille pouvait dépasser les 120 centimètres. Sa queue était caractéristique, puisque son profil était courbé et s'achevait en trois pointes, à la manière d'un trident. La nageoire postérieure a dû fournir à l'animal la capacité de réaliser des élans rapides, indispensables pour la chasse et pour la fuite.

## Systématique
| Au Dévonien, certains poissons à nageoires lobées comme l'Eusthenopteron, bien que dotés déjà de nageoires dont le squelette interne évoque celui des tétrapodes, restent pélagiques ou strictement aquatiques. Des poissons tétrapodomorphes connaissent une diversification importante mais restent inféodés à des environnements côtiers (estuaires, lagunes) et d'eau douce (fleuves, rivières, mares), tout en présentant plusieurs adaptations qui leur permettent de se déplacer épisodiquement sur terre : Panderichthys rhombolepis, Tiktaalik, Acanthostega, Ichthyostega. Des poumons rudimentaires sont déjà présents chez les premiers poissons à nageoires lobées à la fin du Silurien. Leur conservation sous forme vestigiale chez le cœlacanthe actuel témoigne de leur longue histoire évolutive et de leur statut de caractère commun à l'ensemble des sarcoptérygiens. |

Eusthenopteron diffère des tétrapodes de la période Carbonifère postérieure dans l'absence apparente d'état larvaire reconnu et d'une métamorphose définitive. Même chez le plus petit spécimen connu d' Eusthenopteron foordi (29 millimètres), le Lepidotrichia (aileron composé de rayons osseux et segmentés) couvre toutes les nageoires, ce qui ne se produit pas vers la fin de la métamorphose chez les espèces de la famille des Polyodontidae. Cela peut signifier que l'Eusthenopteron se développait directement, avec la forme générale du corps de l'adulte déjà présente chez les alevins.

## Paléobiologie
Durant le Dévonien, les saisons sèches et chaudes étaient très rudes, provoquant de grands problèmes pour beaucoup d'espèces aquatiques. Quand le niveau des lacs a baissé, les poissons se sont retrouvés avec peu de dioxygène, et sont morts probablement par anoxie, avant l'assèchement total de la zone. Cette situation a exercé une pression sélective que seuls des poissons comme l'Eusthenopteron étaient préparés à supporter.

## Espèces
- E. foordi
- E. savesoderberghi